# Serianus galapagoensis
Serianus galapagoensis es una especie de arácnido del orden Pseudoscorpionida de la familia Olpiidae.

## Distribución geográfica
Se encuentra en las islas Galápagos.